# アレックス・スティーブリング
アレックス・スティーブリング（Alex Stiebling、1976年12月26日 - ）は、アメリカ合衆国ケンタッキー州ルイビル出身の男性ムエタイ選手、総合格闘家。ムエタイ・インスティチュート・オブ・クポンリ所属。
ムエタイ仕込みの鋭い蹴り技とヒールホールドなどの関節技が主な得意技。ニックネームは「ブラジリアン・キラー」。また、端正な顔立ちから「戦うブラピ」とも呼ばれる。
本人のムエタイに対する意識は強く、PRIDEでのリングでは、ムエタイのモンコンとガウンを着用しながら、ムエタイの試合時に流れる曲で入場したことがある（PRIDE.21　アンデウソン・シウバ戦）。

## 来歴
2000年11月17日、UFC初参戦となったUFC 28でマーク・ヒューズと対戦し、接戦を展開するも、0-3の判定負け。
2001年2月4日、初参戦となったパンクラスで菊田早苗と対戦。グラウンドで健闘を見せるも、偶発的なバッティングにより菊田が流血し、無効試合となった。
2001年11月11日、ベネズエラで開催されたIVC 14のトーナメントに出場し、決勝戦までの4試合全てをブラジル選手相手に1Rで勝利し優勝。この結果、彼は「ブラジリアン・キラー」の異名で呼ばれるようになった。
その後日本のPRIDEに参戦。アラン・ゴエス、ヴァリッジ・イズマイウらに連勝するも、アンデウソン・シウバにドクターストップ負けを喫し、失速。その後小路晃にも接戦ながら敗北し、この試合を最後に日本では試合をしていない。
2004年6月26日、Gladiator FCでアントニオ・ホジェリオ・ノゲイラと対戦し、0-3の判定負け。
2007年2月17日、BodogFightでモイス・リンボンと対戦し、パンチ連打で2RTKO負け。
2009年9月12日、Bitetti Combatでムリーロ・ニンジャと対戦し、ハイキックでダウンし追撃のパウンドで1RTKO負け。

## 戦績

### プロ総合格闘技
| 総合格闘技 戦績 | 総合格闘技 戦績 | 総合格闘技 戦績 | 総合格闘技 戦績 | 総合格闘技 戦績 | 総合格闘技 戦績 | 総合格闘技 戦績 |
| --------------- | --------------- | --------------- | --------------- | --------------- | --------------- | --------------- |
| 32 試合         | (T)KO           | 一本            | 判定            | その他          | 引き分け        | 無効試合        |
| 19 勝           | 3               | 11              | 5               | 0               | 1               | 1               |
| 11 敗           | 6               | 0               | 5               | 0               | 1               | 1               |

| 勝敗 | 対戦相手                         | 試合結果                           | 大会名                                         | 開催年月日     |
| ×    | ムリーロ・ニンジャ               | 1R 0:39 TKO（ハイキック→パウンド） | Bitetti Combat 4                               | 2009年9月12日  |
| ×    | モイス・リンボン                 | 2R 4:04 TKO（パンチ連打）          | BodogFight: Costa Rica Combat                  | 2007年2月17日  |
| ○    | オーギー・パダケン               | 3分3R終了 判定3-0                  | Extreme Wars 5: Battlegrounds                  | 2006年10月6日  |
| ×    | フェルナンド・ゴンザレス         | 1R 2:35 TKO（ドクターストップ）    | WEC 23: Hot August Fights                      | 2006年8月17日  |
| ×    | ヴァーノン・"タイガー"・ホワイト | 2R 0:09 KO（パンチ）               | WEC 17: Halloween Fury 4                       | 2005年10月14日 |
| ×    | チェール・ソネン                 | 5分3R終了 判定0-3                  | WEC 12: Halloween Fury 3                       | 2004年10月21日 |
| ×    | アントニオ・ホジェリオ・ノゲイラ | 5分3R終了 判定0-3                  | Gladiator FC 1日目                             | 2004年6月26日  |
| ○    | ティム・マッケンジー             | 2R 2:25 三角絞め                   | WEC 10: Bragging Rights                        | 2004年5月21日  |
| ○    | ミッコ・ルッポネン               | 1R 4:25 チョークスリーパー         | Fight Festival 10                              | 2004年3月20日  |
| ○    | ジョー・リッグス                 | 2R 1:54 三角絞め                   | WEC 9: Cold Blooded                            | 2004年1月16日  |
| ○    | マイク・ロジャース               | 5分2R終了 判定3-0                  | RSF: Shooto Challenge 2                        | 2004年1月2日   |
| ○    | ミッコ・ルッポネン               | 2R 5:00 チョークスリーパー         | Fight Festival 8                               | 2003年9月1日   |
| ×    | 小路晃                           | 3R（10分/5分/5分）終了 判定1-2     | PRIDE.25                                       | 2003年3月16日  |
| ×    | マービン・イーストマン           | 1R 1:07 KO（右フック）             | WFA 3: Level 3 【WFAライトヘビー級王座決定戦】 | 2002年11月23日 |
| ×    | 佐々木有生                       | 5分3R終了 判定0-3                  | PANCRASE 2002 SPIRIT TOUR                      | 2002年9月29日  |
| ×    | アンデウソン・シウバ             | 1R 1:23 TKO（ドクターストップ）    | PRIDE.21                                       | 2002年6月23日  |
| ○    | ヴァリッジ・イズマイウ           | 3R（10分/5分/5分）終了 判定3-0     | PRIDE.19                                       | 2002年2月24日  |
| ○    | アラン・ゴエス                   | 3R 0:47 TKO（グラウンドの膝蹴り）  | PRIDE.18                                       | 2001年12月23日 |
| ○    | アンジェロ・アラウージョ         | 1R 4:01 チョークスリーパー         | IVC 14: USA vs. Brazil 【決勝】                | 2001年11月11日 |
| ○    | ミルトン・バイア                 | 1R 1:07 ヒールホールド             | IVC 14: USA vs. Brazil 【準決勝】              | 2001年11月11日 |
| ○    | レアンドロ・ヒベイロ             | 1R 0:05 KO（キック）               | IVC 14: USA vs. Brazil 【2回戦】               | 2001年11月11日 |
| ○    | ルイス・ドレス                   | 1R 9:22 ヒールホールド             | IVC 14: USA vs. Brazil 【1回戦】               | 2001年11月11日 |
| ○    | デニス・リード                   | 1R 3:30 腕ひしぎ十字固め           | Reality Submission Fighting 3                  | 2001年3月30日  |
| －   | 菊田早苗                         | 1R 3:11 無効試合（バッティング）   | PANCRASE 2001 PROOF TOUR                       | 2001年2月4日   |
| ×    | マーク・ヒューズ                 | 5分2R終了 判定0-3                  | UFC 28: High Stakes                            | 2000年11月17日 |
| ○    | カイ・ハンセン                   | ヒールホールド                     | HOOKnSHOOT: Driven                             | 2000年9月16日  |
| ○    | ルイス・バーゲット               | ギブアップ（パンチ連打）           | HOOKnSHOOT: Double Fury 1                      | 2000年3月17日  |
| ○    | オーガスト・ポルケット           | 15分1R終了 判定3-0                 | HOOKnSHOOT: Beyond                             | 1999年9月10日  |
| ○    | ロベルト・ラミレス               | 1R 11:43 アンクルホールド          | HOOKnSHOOT: Breakout                           | 1999年7月24日  |
| △    | ジェレミー・モリソン             | 1R終了 ドロー                      | Rage in the Cage 3                             | 1999年6月26日  |
| ○    | ファーマン・ロング               | TKO                                | World Pankration Council: Rage in the Cage     | 1999年4月3日   |

### アマチュア総合格闘技
| 勝敗 | 対戦相手           | 試合結果          | 大会名             | 開催年月日    |
| ○    | ジェイソン・グイダ | 5分3R終了 判定3-0 | WEC 22: The Hitman | 2006年7月28日 |

## 獲得タイトル
- IVC 14 優勝（2001年）